# STS-30
STS-30 var den tjugonionde flygningen i det amerikanska rymdfärjeprogrammet och den fjärde i ordningen för rymdfärjan Atlantis. Den sköts upp från Pad 39B vid Kennedy Space Center i Florida den 4 maj 1989. Efter nästan fem dagar i omloppsbana runt jorden återinträdde rymdfärjan i jordens atmosfär och landade vid Edwards Air Force Base i Kalifornien.

## Start och landning
Starten skedde klockan 14:49 (EDT) 4 maj 1989 från Pad 39B vid Kennedy Space Center i Florida.
Landningen skedde klockan 12:43 (PDT) 8 maj 1989 vid Edwards Air Force Base i Kalifornien.

## Uppdragets mål
Huvuduppgiften för detta uppdrag var att placera rymdsonden Magellan i en gynnsam startposition. Ombord fanns även tre sekundära experiment som alla hade utförts under tidigare flygningar.